# Harry Degen
Henricus Antonius Arnoldus (Harry) Degen (Wassenaar, 16 juni 1915 - Den Haag, 27 juni 2007) was een Nederlands bestuurder en van 1969 tot 1977 algemeen directeur van de Vereniging van Nederlandse Gemeenten.

## Onderscheidingen
- Officier in de Orde van Oranje-Nassau[2]
- Erepenning in goud en was erelid van de Koninklijke Nederlandse Vereniging voor Brandweer en Hulpverlening[2]
- Lid van verdiensten en was erelid van de Fotobond[2]
- Excellence FIAP Pour Services Rendu (ES-FIAP) van de Fédération Internationale de l'Art Photographique[2]
- Erelid van de Haagsche Amateurfotografen[2]